# Házi rozsdafarkú
A házi rozsdafarkú (Phoenicurus ochruros) a madarak (Aves) osztályának verébalakúak (Passeriformes) rendjéhez és a légykapófélék (Muscicapidae) családjához tartozó faj.

## Rendszerezése
A fajt Samuel Gottlieb Gmelin német ornitológus írta le 1774-ben, a Motacilla nembe tartozó Motacilla Ochruros néven. Besorolása vitatott, a Magyar Madártani és Természetvédelmi Egyesület besorolása szerint a rigófélék (Turdidae) családjába tartozik.

## Alfajai
- kaukázusi házi rozsdafarkú (Phoenicurus ochruros ochruros) - Kaukázus
- európai házi rozsdafarkú (Phoenicurus ochruros gibraltariensis) - Európa
- spanyol házi rozsdafarkú (Phoenicurus ochruros aterrimus) - Spanyolország déli része és Marokkó
- közép-ázsiai házi rozsdafarkú (Phoenicurus ochruros phoenicuroides) - Északkelet-Irántól Mongóliáig
- közel-keleti házi rozsdafarkú (Phoenicurus ochruros semirufus) - Közel-Kelet
- pamíri házi rozsdafarkú (Phoenicurus ochruros rufiventris) Türkmenisztántól keletre a Pamír hegységig
- kínai házi rozsdafarkú (Phoenicurus ochruros xerophilus) - Kína

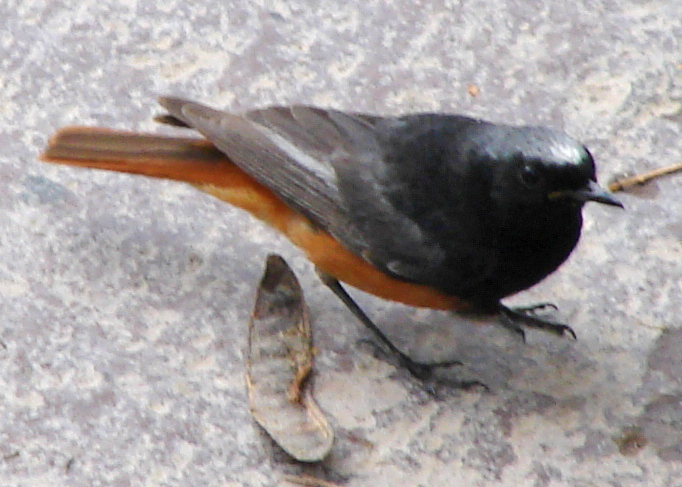
A kaukázusi alfaj Phoenicurus ochruros ochruros
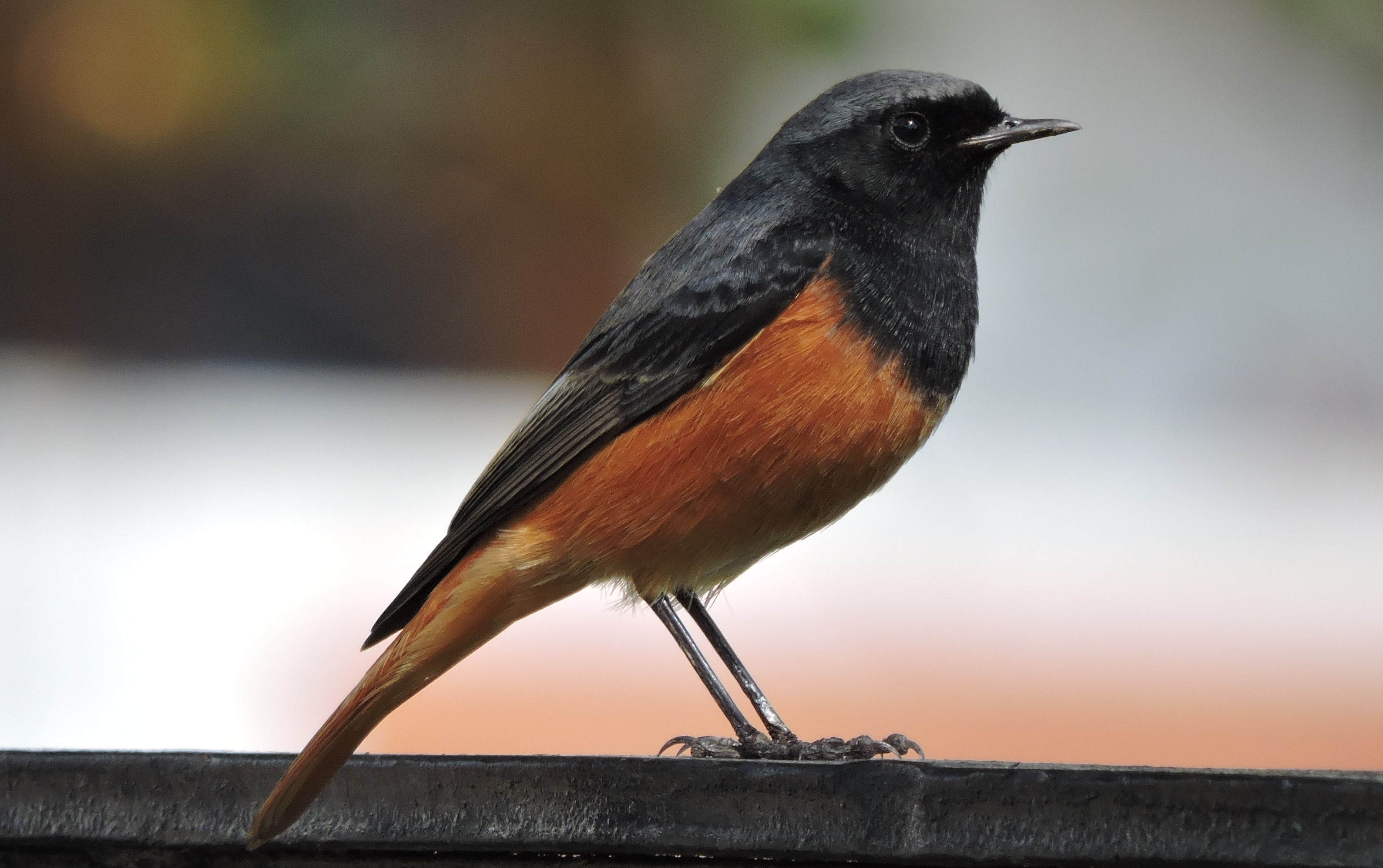
A pamíri alfaj, 38-as szektor, Chandigarh, India
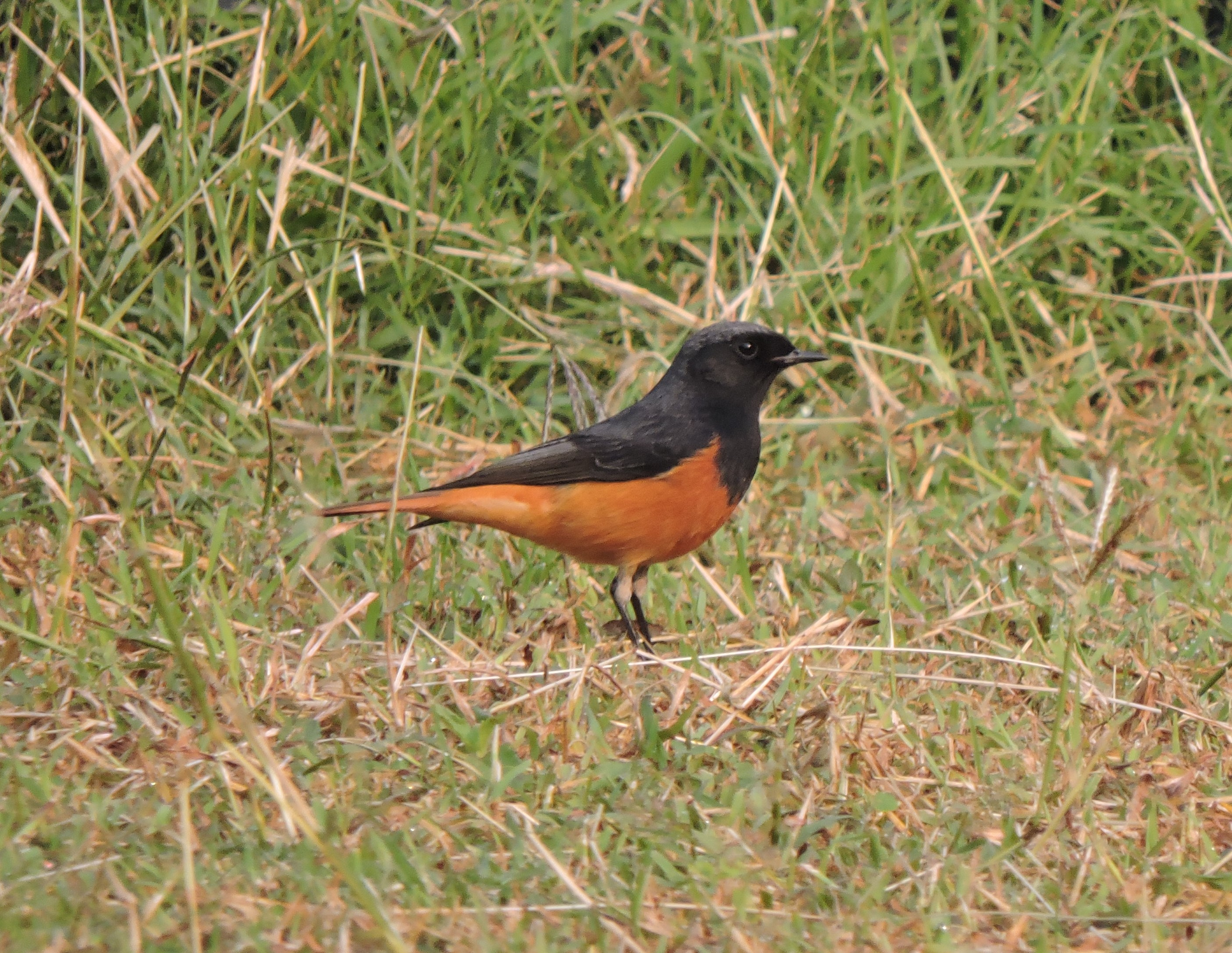
Mohali, Punjab, India

## Előfordulása
Európa nagy részén, a Brit-szigeteken és Skandináviában csak délen fészkel. Ázsiában Kínáig, körülbelül a Sárga-folyó középső lefolyásáig terjed költőterülete. Kis foltokban fészkel Északnyugat-Afrikában is. Sziklás területek lakója, ennek megfelelően költ a kőbányákban, az ezek közelében levő szőlőhegyeken, de a városokban és a falvakban is. A nagyvárosok belső kerületeiben is rendszeresen fészkel. Kedveli az új lakótelepeket, különösen az építkezések környékét.

### Kárpát-medencei előfordulása
Az egész Kárpát-medencében gyakori, rendszeres fészkelő március–október hónapokban, egyes egyedek áttelelnek. Pontos állománynagysága nem ismert. Hazánkban az állomány az utóbbi 40 évben növekedett. A Hortobágyon korábban csak átvonult, de 1985-ben már költött Nagyivánon. 1989-ben ugyanott már 7 pár fészkelt egyidejűleg a környéken. A városi állományok felmérésére a legjobb módszer az éneklő hímeknek hajnalban történő megszámlálása.

## Megjelenése
Testhossza 13-14,5 centiméter, szárnyainak fesztávolsága 23–26 centiméter, testtömege 13-19 gramm. Karcsú testű, egyenes tartású madár, rozsdavörös farkát sűrűn rezegteti. Elég félénk, ideges mozgású, táplálékát gyakran felröppenve szerzi meg. Az idős hím Európában koromfekete, feltűnő fehér szárnyfolttal, a fiatal, első nyarát élő hímnek nincs fehér szárnyfoltja (némelyeken egy halvány, vékony csík látható). A teste színe változó, sokszor olyan szürkésbarna, mint a tojó, mások szürkésfeketék, mint az idős hím. Az első téli tojó feje és teste kormos barnásszürke, egyértelműen sötétebb a kerti rozsdafarkú tojónál.
Változatok: A hím Európa nagy részén hátoldalán szürke, de az Ibériai-félszigeten sokszor feketébb, Törökországban és a Kaukázusban a has rendszerint részben rozsdavörös: a közel-keleti hímek jól elkülöníthetőek, egész hasuk és begyük rozsdavörös, éles határral válik ki a fekete melltől, hátuk szintén fekete, nincs fehér szárnyfoltjuk.
Hangja: egyenes, kissé éles „fiszt” fütty, amelyet gyakran türelmetlenül ismételget. Ha nagyon izgatott, finoman csetteg is hozzá: „fiszt, tek-tek-tek”. Hangos énekével gyakran már az első hajnali fénysugarat üdvözli valamilyen magas vártáról. Éneke általában 4 részből áll: néhány füttyel és azonos hangmagasságú trillával kezdődik, majd 2 mp-es szünet következik, azután egy furcsa, reszelős hang, majd néhány rövid füttyel fejezi be a strófát.

## Életmódja
Elsősorban rovarokkal és pókokkal táplálkozik. Gyakran kiemelkedő ponton ülve les zsákmányára, de a talajon ugrálva is táplálkozik. Néha repülő rovarokat is fog. A Gellért-hegyen Schmidt Egon őszi időszakban gyakran látta, amint fatörzsekről kapták le az ott mászó rovarokat. A budapesti magas épületeken fészkelők az egész költési időszakban gyakran odafent tartózkodnak, az utcákra, terekre nem szállnak le. Zsákmányukat az épületeken, tetőteraszokon szerzik. A fiókák táplálását Rékási József Pannonhalmán vizsgálta. Az életkor növekedésével emelkedett a bogarak és csökkent a hártyásszárnyúak és a lepkék aránya. A 6-10 napos, első költésbeli fiókák táplálékát a vetési pattanóbogár, és az áprilisi cserebogár lárvája, valamint a mezei tücsök jellemezte. A 11-14 napos fiókák táplálékában a gabonafutrinka, a májusi cserebogár, a széles szipoly és a sároshátú bogár volt a leggyakoribb . Őszi vonulása idején a fekete bodza bogyóit fogyasztják, a novemberig maradó példányok gyakran a gyalogbodzára járnak. Balatonalmádi környékén 1988 novemberében a kanadai som termését fogyasztották .

### Vonulás
Vonulás: Az első példányok csaknem mindig hímek, többnyire márciusban érkeznek vissza telelőhelyükről. Kedvező időjárás esetén a tavaszi vonulás korábban is kezdődhet. Egy hím Bakonycsernyén 2011. február 12-én már énekelt. Az őszi vonulás ideje szeptember-október (november). Jellemző, hogy szeptember második felében a hímek újra énekelnek (Schmidt 1992c). Kis számban akadnak áttelelők is. A nálunk fészkelők feltehetőleg Dél-Európában telelnek. Egy 1981. szeptember 29-én Budakeszin jelölt példány 1983. január 2-án Olaszországban került kézre.
A költőhelyeken először a hímek jelennek meg és nyomban kialakítják a revíreket. Az öregebb példányok gyakran a korábbi fészkelőhelyekre térnek vissza. A tojók gyakran néhány nappal a hímek után érkeznek. Párba állás után ők választják ki a fészek helyét. Csak a tojó épít, sziklafal alkalmas résébe, fali üregbe, gerendára, üres füstifecskefészekbe, tág szájú mesterséges fészekodúba. A Komárom megyei Bélapusztán 1987-ben homokbányában, partifecsketelepen költött 1 pár . A viszonylag nagy fészek építése 6-8 napig tart, de figyeltek már meg egy nap alatt elkészült fészket is. Anyaga növényi részek, fűszálak, gyökerek, a csészét tollakkal, szőr és gyapjúszálakkal béleli. Egy részletesebben megvizsgált áprilisi fészek 3–4 cm-es szőlővenyige darabkákból és annak háncsából, fehér libatop szárrészeiből, kukoricabajuszból, mohából, levelekből, damil- és lószőrszálakból, tollakból állt. Bali J. Veszprémben egy villanyórán talált fészek anyagaként szőlővenyigeháncsot, falevelet és fűszálakat említ. Elsősorban a hajnali és reggeli órákban építenek. A csésze kiképzésekor a tojó, miután bedolgozta az éppen hozott anyagot, gyakran beül a fészekbe és forgolódva alakítja annak belsejét.

## Szaporodása
A tojó csűrök gerendázatára, fali lyukakba, párkányok kövei közé rakja viszonylag nagy, csésze alakú fészkét. Elhagyott füsti fecske fészket is elfoglalhat, fészkelését segíthetjük "C" típusú odú eresz alá való kihelyezésével.
Évente rendszerint kétszer költenek, áprilisban és júliusban, de előfordul, hogy háromszor nevel fiókát (Bakonycsernye 2011). Szombathelyen egy pár 1990. szeptember 27-én még fészekben levő fiókát etetett (Ambrus 1991).
A tojások száma rendszerint 5, a második költéskor általában 4. A kotlási idő az időjárástól függően 12-17 nap között változik. Csongrádi megfigyelések szerint a tojó április 25-30 között rakta le 5 tojását, a kotlás május 1-17 között, a kirepülés június 1-jén történt. Június 17-étől a tojó a régi fészekre ráépített. Újabb 5 tojásán június 26. és július 9. között kotlott. A fiókák július 23-án repültek ki. Egy Hajdúböszörményben figyelt pár esetében, a fészek gyökerekből, belül tyúktollakból állt, a tojó április 14-15-én építette. A kirepülések időpontja: 1980. május 27.; július 11.; augusztus 14. volt. 4, 3, illetve 2 fióka hagyta el a fészket (Sóvágó 1981a).
A költést követő első napokban a hím hordja a táplálékot, melyet a tojó etet meg a fiókákkal. Később mindkét szülő etet, a legsűrűbben a kora reggeli és a késő délutáni órákban. Az 1-2 napos fiataloknak naponta 80-100, az 5-13 napos fiókáknak akár 380 alkalommal is visznek eleséget. A fiatalok 14-17 napos korukban hagyják el a fészket, de zavarás esetén ez az idő 11-12 napra is lerövidülhet. Az első napokban csak nagyon gyengén repülnek, bokrok sűrűjében, sziklák, kövek között rejtőznek el. Bécsben 1990 májusában nyolc tollasodó fiókát 2 tojó és egy hím etetett. A fészekben még két záptojás volt. A második költés 6 fiókáját júliusban ugyancsak a 3 madár etette.
|  |  |  |  |

|  |

## Természetvédelmi helyzete
Az elterjedési területe rendkívül nagy, egyedszáma pedig növekszik. A Természetvédelmi Világszövetség Vörös listáján nem fenyegetett fajként szerepel. Magyarországon védett, természetvédelmi értéke 25 000 forint. Hazai és európai állománya stabil. Fennmaradását egyebek mellett az ember létesítette élőhelyek – bányák és épületek is elősegítik. Mivel elfoglalja az elöl félig nyitott (C- típusú) mesterséges fészekodút is, ezek épületek eresze alá, oldalára, présházakra való kihelyezésével segíthetjük megtelepedését. Kedveli az épületek oldalában kiképzett fészkelőüregeket is. Az épületbontás vagy más okokból fészkestől a közelbe áthelyezett fiókákat a szülők tovább etetik.